# Piotr Giza
Piotr Giza (Krakov, 28. veljače 1980.), poljski umirovljeni nogometaš. 
U sezoni 2003/04. počeo je igrati za Cracoviu Kraków, a debi je imao 30. srpnja 2004. protiv kluba Zagłębie Lubin. Od 2011. opet igra za Cracoviu. 
Za reprezentaciju Poljske nastupio je 5 puta.